# Pteraster fornicatus
Pteraster fornicatus är en sjöstjärneart som beskrevs av Ole Theodor Jensen Mortensen 1933. Pteraster fornicatus ingår i släktet Pteraster och familjen knubbsjöstjärnor. Inga underarter finns listade i Catalogue of Life.